# بانغتاو موياي تاي وفنون القتال المختلطة
بانغتاو موياي تاي وفنون القتال المختلطة (بالإنجليزية: Bangtao Muay Thai & MMA)‏ هي قاعة تمارين للموياي تاي وفنون القتال المختلطة ومقرها في بوكيت، تايلاند.